# Tilera
Tilera va ser (ara propietat d'EZchip Semiconductor) una empresa del sector dels semiconductors de tipus fabless enfocada al disseny de processadors de molts nuclis. Va ser fundada el 2004 a San Jose, Califòrnia EUA. El 2014 va ser adquirida per EZchip Semiconductor.

## Productes
- El 2009, família de processadors TILE-Gx amb tecnologia 40 nm i fins a 72 nuclis (variants de 9, 16 i 36 nuclis) a una freqüència de 1,2 GHz. La versió de 36 nuclis consumeix 35 watts a màxima càrrega. Taula de processadors :

| Nom       | Data | Nuclis     | Tecnologia | Freqüència |
| --------- | ---- | ---------- | ---------- | ---------- |
| TILE64    | 2007 | 64         | 90 nm      | 900 MHz    |
| TILEpro64 | 2008 | 64         | 90 nm      | 868 MHz    |
| TILEPro36 | 2008 | 36         | 45 nm      |            |
| TILE-Gx   | 2009 | 9,16,36,72 | 40 nm      | 1,2 GHz    |

- Aplicacions : computació al núvol (motors de recerca), equips d'infraestructura (passarel·les i encaminadors) i multimèdia (servidors de vídeo).